# ホンチャルク内閣
ホンチャルク内閣（ウクライナ語: Уряд Олексія Гончарука）は、2019年8月29日に発足し、2020年3月4日に解散したオレクシー・ホンチャルクを首相とするウクライナの内閣。ユーロマイダン以降に発足した4代目の内閣である。また内閣存続期間は6ヶ月と4日でウクライナ史上最も短命な内閣である。

## 歴史

### ホンチャルクの首相任命
ホンチャルクのウクライナ首相任命は、2019年8月29日にヴェルホーヴナ・ラーダ(ウクライナ最高議会)で、290人の賛成を得て承認された。ホンチャルクは任命当時ウクライナ大統領府副長官だった。
| 政党                               | 賛成 | 反対 | 棄権 | 投票しなかった | トータル |
| ---------------------------------- | ---- | ---- | ---- | -------------- | -------- |
| 国民の僕                           | 247  | 0    | 0    | 4              | 251      |
| 野党プラットホー厶「生命のために」 | 0    | 0    | 0    | 42             | 42       |
| 欧州連帯                           | 0    | 26   | 0    | 1              | 27       |
| 祖国                               | 0    | 0    | 12   | 11             | 23       |
| 未来のために                       | 22   | 0    | 0    | 0              | 22       |
| ホロス                             | 0    | 0    | 13   | 4              | 17       |
| 無所属                             | 21   | 1    | 10   | 4              | 36       |
| すべての政党                       | 290  | 27   | 35   | 66             | 418      |

新たに任命されたホンチャルク首相は演壇から、今後数年間、3分の1が債務解決に充てられると述べた。首相は、ビジネスの魅力を示す主な指標は、より安価な資源へのアクセスであると考えた。ホンチャルクは信用率とウクライナのイメージを管理することを約束した。ホンチャルクは、年率12～13パーセントの信用が現実的であると考えていた。ホンチャルク就任当時、1000万人のウクライナ人が貧困ライン以下で暮らし、ウクライナの汚職が蔓延し続けていた。
| 「 | 新政府では誰も盗みを働かない... 数週間以内にウクライナはウクライナと国際通貨基金の訪問を受け、新たな協定について交渉することになるだろう... ウクライナでは最低限の生活賃金が不十分で、この賃金で生きていくのは不可能だ。 | 」 |

#### 批判
- 野党プラットフォーム「生活のために」は、首相の主な仕事はウクライナのイメージでも経済発展でもなく、ドンバス戦争を終結させることだと述べた[2]。
- 欧州連帯は、首相候補選出の透明性に疑問を呈した[2]。
- 「祖国」党首ユーリア・ティモシェンコは2019年8月29日、同党はホンチャルクの就任を支持しなかったが、（多数派以外の）政府を支持し、野党のベンチには座らないとジャーナリストに語った。 それから3カ月も経たないうちに、「祖国」は農地売却に関する長年のモラトリアムを撤廃するという政府の計画に同意できず、野党に回った[3]。
- ホロスは政府の他の閣僚の構成について知らされていなかったため、ホンチャルクの首相任命を支持しなかった[2]。

### アバコフ内務大臣の留任
長い議論と交渉の焦点となった最も重要な問題の一つは、ユーロマイダン以来その職を務めてきたアルセン・アバコフ内務大臣の留任であった。ホンチャルクは、大臣を留任させる決定は最も複雑なものの一つであったが、内務大臣にとっては「越えることのできない一線を引いた」と指摘した。

### ホンチャルクの首相辞任
2020年初め、国内メディアは、ゼレンスキー大統領が、政府の改革のスピードが遅いことからホンチャルク首相への信頼を失っていると報じた。
また、2020年1月にはホンチャルクがゼレンスキーを批判している音声の記録が出回ったことを受け、辞表を提出した。この時点ではゼレンスキー大統領はホンチャルクを首相に続投した。
2020年3月3日、ホンチャルクは辞任を申し出た。ウクライナでは、首相の辞任は政府全体の辞任を意味した。ゼレンスキー大統領は、ホンチャルク首相の解任投票前に演説し、ホンチャルクの働きに感謝するとともに、政府の非効率な経済政策、工業生産と関税収入の低下を非難し、地方自治体や国民とのコミュニケーション不足やさらなる改革の準備不足を非難した。2020年3月4日、ホンチャルク首相の辞任によりホンチャルク内閣は解散し、後任の内閣としてデニス・シュミハリ内閣が発足した。

## 閣僚、省庁

### 省庁
ホンチャルク内閣は経済・農業政策省、エネルギー・環境省、退役軍人・暫定占領地および国内避難民省、文化・情報政策・青少年スポーツ省を統合した。
地域開発省はコミュニティ・地域開発省に再編された。また、デジタル変革省が新設された。

### 閣僚
内閣の一覧。なお、就任日については前内閣のグロイスマン内閣より閣僚を務める人物については2019年8月29日、退任日については後任内閣のシュミハリ内閣に留任した閣僚は2020年3月4日としている。
|  | 役職                                       | 画像 | 名前                             | クォータ         | 就任日/退任日              | その他                                                           |
|  | ------------------------------------------ | ---- | -------------------------------- | ---------------- | -------------------------- | ---------------------------------------------------------------- |
|  | 首相                                       |      | オレクシー・ホンチャルク         |                  | 2019年8月29日/2020年3月4日 |                                                                  |
|  | 欧州・ユーロ大西洋統合担当ウクライナ副首相 |      | ドミトロ・クレーバ               |                  | 2019年8月29日/2020年3月4日 | シュミハリ内閣では外務大臣に就任                                 |
|  | デジタル変革大臣                           |      | ミハイロ・フェドロフ             |                  | 2019年8月29日/2020年3月4日 | 副首相兼任、シュミハリ内閣で留任                                 |
|  | コミュニティ・領土開発大臣                 |      | バカク・ヴァレリヴナ             |                  | 2019年8月29日/2020年2月4日 |                                                                  |
|  | コミュニティ・領土開発大臣                 |      | デニス・シュミハリ               |                  | 2020年2月4日/2020年3月4日  | 副首相兼任、シュミハリ内閣で首相                                 |
|  | 退役軍人・暫定占領地・国内避難民担当大臣   |      | オクサナ・コリャダ               |                  | 2019年8月29日/2020年3月4日 |                                                                  |
|  | 内務大臣                                   |      | アルセン・アバコフ               |                  | 2019年8月29日/2020年3月4日 | グロイスマン内閣より続投、シュミハリ内閣で留任                   |
|  | エネルギー・環境保護大臣                   |      | オレクシー・オルゼル             |                  | 2019年8月29日/2020年3月4日 |                                                                  |
|  | 外務大臣                                   |      | ヴァディム・プリスタイコ         | 大統領による指名 | 2019年8月29日/2020年3月4日 | シュミハリ内閣で欧州・ユーロ大西洋統合担当ウクライナ副首相に就任 |
|  | インフラ大臣                               |      | クリークリイ・アルトゥロヴィチ   |                  | 2019年8月29日/2020年3月4日 | シュミハリ内閣で留任                                             |
|  | 青少年スポーツ大臣                         |      | ヴォロディミル・ボロジャンスキー |                  | 2019年8月29日/2020年3月4日 |                                                                  |
|  | 国防大臣                                   |      | アンドリー・ザゴロドニュク       | 大統領による指名 | 2019年8月29日/2020年3月4日 |                                                                  |
|  | 教育科学大臣                               |      | アンナ・ノヴォサド               |                  | 2019年8月29日/2020年3月4日 |                                                                  |
|  | 保健大臣                                   |      | スカレツカ・ステパニヴナ         |                  | 2019年8月29日/2020年3月4日 |                                                                  |
|  | 経済開発貿易農業大臣                       |      | ミロワノフ・セルヒヨヴィチ       |                  | 2019年8月29日/2020年3月4日 |                                                                  |
|  | 社会政策大臣                               |      | ユリア・ソコロフスカ             |                  | 2019年8月29日/2020年3月4日 |                                                                  |
|  | 財務大臣                                   |      | オクサナ・マルカロワ             |                  | 2019年8月29日/2020年3月4日 |                                                                  |
|  | 司法大臣                                   |      | デニス・マリュースカ             |                  | 2019年8月29日/2020年3月4日 | シュミハリ内閣で留任                                             |
|  | 閣僚内閣事務局長官                         |      | ドミトロ・デュビレット           |                  | 2019年8月29日/2020年3月4日 |                                                                  |